# گرند تاور (ایلینوی)
گرند تاور، ایلینوی (به انگلیسی: Grand Tower, Illinois) یک شهر در ایالات متحده آمریکا با جمعیت ۶۲۴ نفر است که در ایلی‌نوی واقع شده‌است.

## موقعیت جغرافیایی
موقعیت جغرافیایی شهرها و مناطق اطراف به شرح زیر است:

## نگارخانه

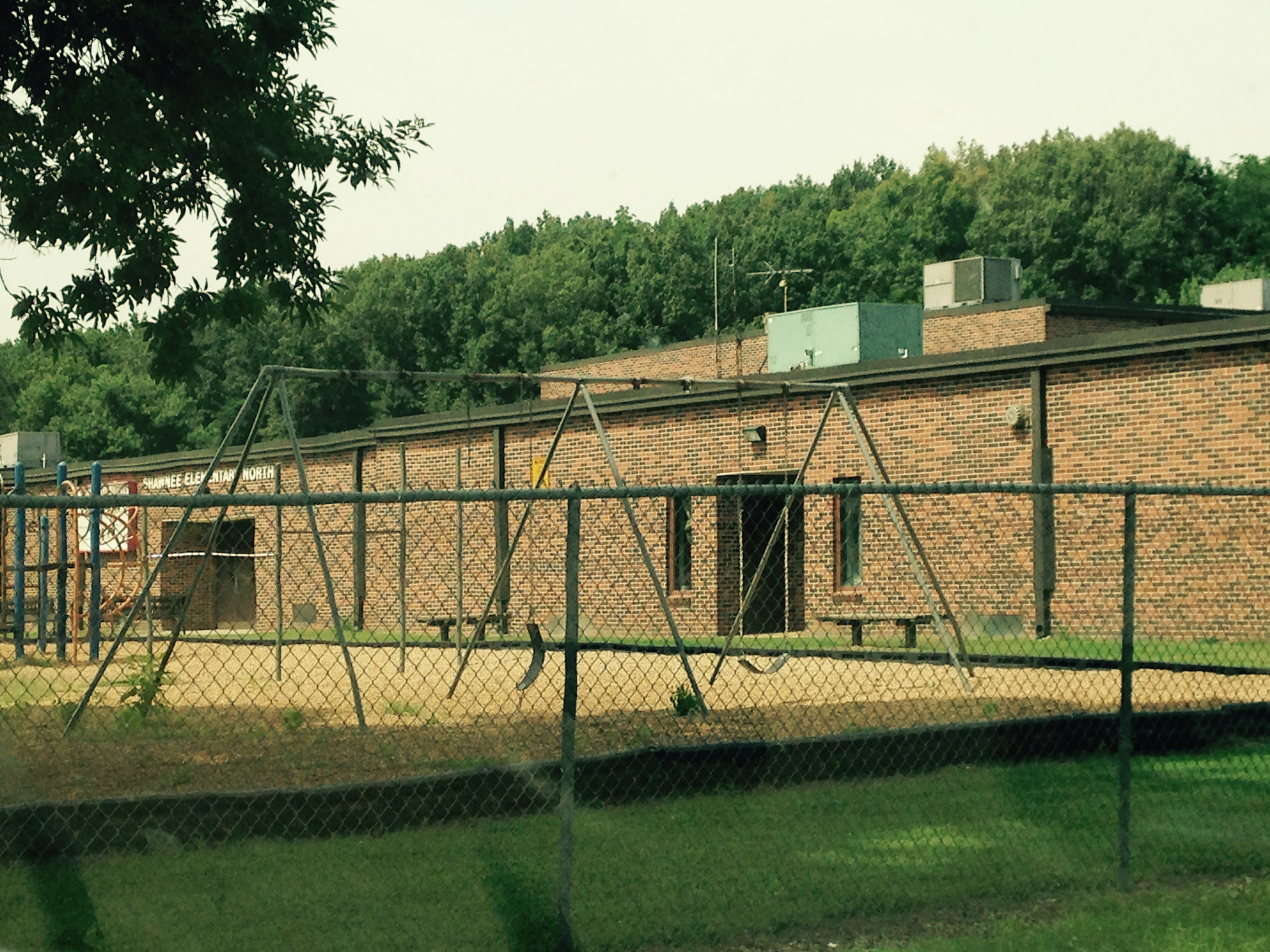
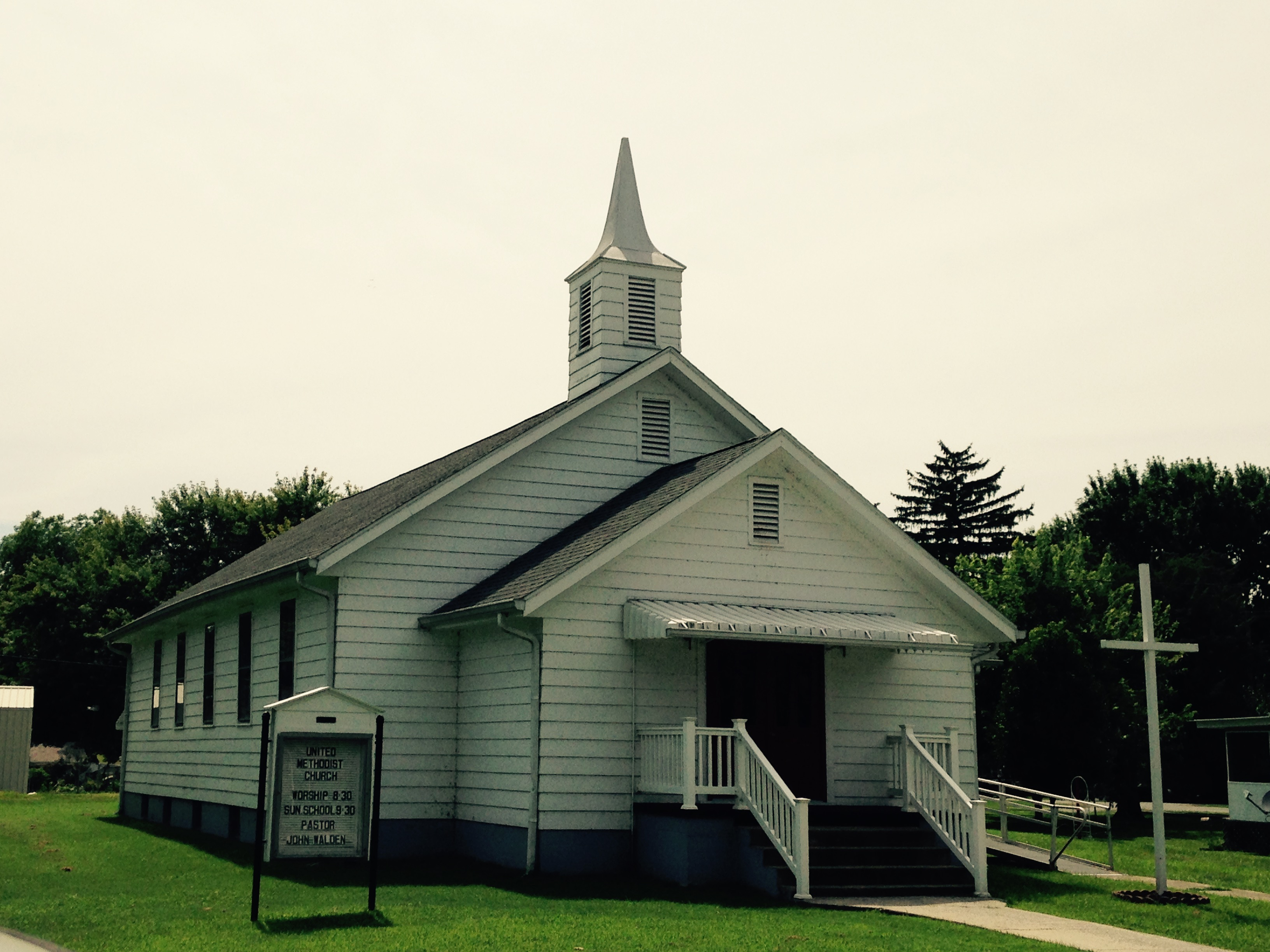
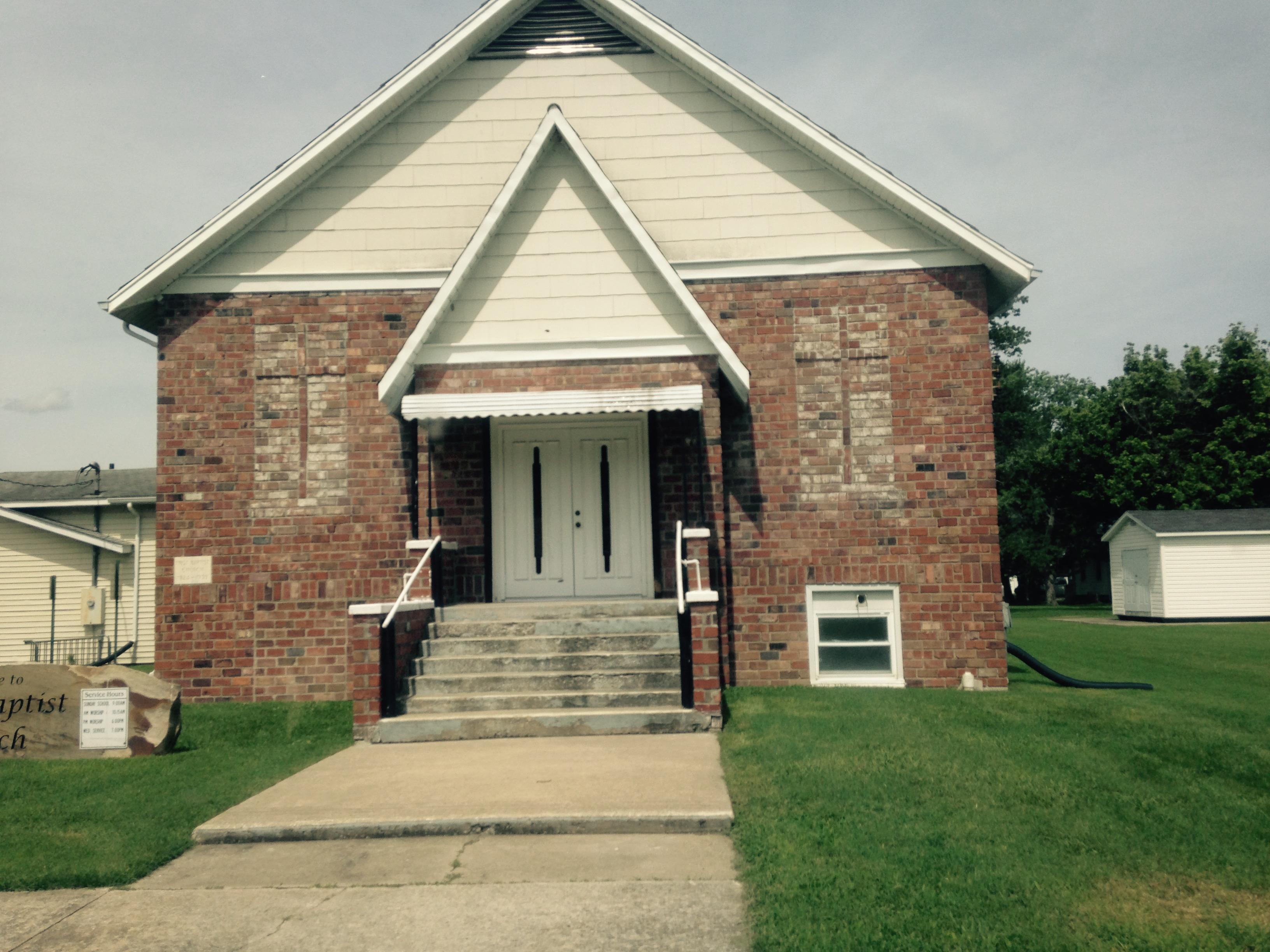